# Callaeum nicaraguense
Callaeum nicaraguense är en tvåhjärtbladig växtart som beskrevs av John Kunkel Small. Callaeum nicaraguense ingår i släktet Callaeum och familjen Malpighiaceae. Inga underarter finns listade i Catalogue of Life.